# Benton, Maine
Benton är en kommun (town) i Kennebec County i Maine. Vid 2010 års folkräkning hade Benton 2 732 invånare.

## Kända personer från Benton
- Asher Hinds, politiker